# Diane Lane
Diane Colleen Lane (Nueva York, 22 de enero de 1965) es una actriz y productora estadounidense. Empezó a trabajar con dieciséis años en el teatro y, poco después, Francis Ford Coppola la dio a conocer al gran público con títulos como Rebeldes (1983), La ley de la calle (1983) y Cotton Club (1984). Continuó trabajando de forma discreta pero sostenida hasta la llegada del nuevo siglo, cuando las exitosas La tormenta perfecta (2000) y, especialmente, Infiel (2002) la pusieron en el centro de todas las miradas. Por la última, recibió nominaciones a los Premios Oscar, SAG y Globos de Oro.
Convertida ya en actriz de primera línea, dio comienzo una época dorada en la que encadenó proyectos que giraban a su alrededor como Bajo el sol de la Toscana (2003), Y que le gusten los perros (2005) y Noches de tormenta (2008), todas ellas con gran éxito comercial. En 2011 fue nominada al Emmy por su papel protagonista en Cinema Verite, un telefilme basado en hechos reales, y en 2013 inició una nueva andadura entre el público joven al encarnar a la madre de Superman en El hombre de acero y sus sucesivas secuelas de la factoría de DC. Su último papel en la gran pantalla fue la notable protagonista de Let Him Go (2020), pues en estos últimos años se ha centrado en la televisión.
Se incorporó a la última temporada de House of Cards (2018) como antagonista, asumió el papel protagonista en Y: The Last Man (2021) como presidenta de los Estados Unidos, fue una de las socialités traicionadas por Truman Capote en Feud: Capote vs The Swans (2024) y, pocos meses después, encarnó a la ex mujer del magnate Charlie Croker en Todo un hombre, miniserie de Netflix basada en la exitosa novela de Tom Wolfe.
La actriz ha logrado una trayectoria mantenida en el tiempo con picos de enorme popularidad, por lo que es reconocida por múltiples generaciones. Combina su natural modo de actuar con su aspecto sofisticado, estando considerada como una actriz solvente por crítica y público y, a día de hoy, su presencia aporta prestigio en cualquier producción.

## Biografía
Diane Lane nació el 22 de enero de 1965 en Nueva York, Estados Unidos. Es hija de Colleen Farrington, cantante en un club nocturno y Chica Playboy de octubre en 1957, y de Burton Lane Eugene, un escritor de dramas que también trabajó como guionista. La abuela materna de Lane, Agnes Scott, era predicadora y la teatralidad de sus sermones influyeron en Diane para convertirse en actriz. Sus padres se divorciaron cuando todavía era un bebé, siendo criada por su padre. Estuvo casada con Christopher Lambert entre 1988 y 1994, teniendo una hija en común, Eleonora Jasmine. También estuvo casada con el actor Josh Brolin, con el que contrajo matrimonio el 14 de agosto de 2004, y del que se divorció en 2013.

## Carrera
Diane Lane comenzó a actuar profesionalmente con seis años de edad en el La Mama Experimental Theatre de Nueva York, así como representando obras de William Shakespeare en el New York Shakespeare Festival, donde apareció en las elogiadas producciones de Medea (representada en griego clásico original de Eurípides) y The Cherry Orchard, entre otras. Gracias a las giras mundiales de dichas obras viajó por todo el mundo. A los trece años de edad, en 1979, hizo su debut en el cine junto a Laurence Olivier en la película A Little Romance protagonizada por el propio Olivier, Arthur Hill y Thelonious Bernard y dirigida por George Roy Hill. 
Lane tuvo éxito de público en sus papeles en las películas de culto The Outsiders (1983) y Rumble Fish (1983). Posteriormente participó en dos nuevas películas, Streets of Fire (1984) y The Cotton Club (1984), que no funcionaron como se esperaba de ellas tanto crítica como comercialmente, recibiendo una candidatura al Razzie por ambas interpretaciones. No fue hasta su participación en la popular y aclamada serie de televisión Lonesome Dove (1989), con Robert Duvall,  cuando volvió a recuperar el favor de la crítica y público, recibiendo una candidatura al Emmy en la categoría de mejor actriz de miniserie o telefilme. Posteriormente vendrían películas como la cinta de ciencia ficción Judge Dredd (1995), junto  a Sylvester Stallone o Jack (1996), al lado de Robin Williams o Murder at 1600 (1997) en la que compartía cartel con Wesley Snipes. Después llegaría A Walk on the Moon (1999), con Viggo Mortensen, el film fue elogiado por la prensa especializada.

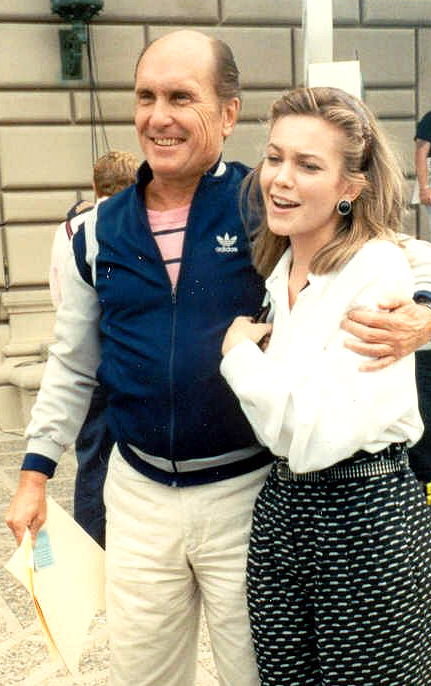
Diane Lane y Robert Duvall en la entrega de los Premios Emmy de 1989.

Después vendrían películas como La tormenta perfecta (2000) en la que aparecía junto a George Clooney y Mark Wahlberg y que recaudó más de 320 millones de dólares en todo el planeta. Protagonizó con Keanu Reeves el drama deportivo Hardball (2001) que entró en el número uno de la taquilla estadounidense, aunque no fue bien recibido por la mayoría de la crítica. Al año siguiente compartió cartel con Richard Gere en Unfaithful (2002), dirigida por Adrian Lyne, que le supuso ser candidata al Óscar a la mejor actriz, al Globo de Oro a la mejor actriz de drama y al Premio del Sindicato de Actores a la mejor actriz protagonista por su interpretación de una mujer que estaba cometiendo adulterio con un hombre más joven que ella, interpretado por Olivier Martínez. La película recaudó 119 millones de dólares en las taquillas mundiales. Tras esta interpretación participó en la comedia romántica, Bajo el Sol de la Toscana (2003), junto a Raoul Bova, y que le brindó una nueva candidatura a los Globos de Oro, en la categoría de mejor actriz de comedia o musical.
Entre sus últimos proyectos encontramos la comedia romántica Must Love Dogs (2005), con John Cusack, el drama Hollywoodland (2006), en la que compartía cartel con Ben Affleck y Adrien Brody, que recibió elogios por gran parte de la prensa cinematográfica; y el thriller Untraceable (2008), no funcionando este último en taquilla. En 2008 también apareció brevemente en Jumper (2008) en la que interpretaba a la madre de Hayden Christensen y en el drama Nights in Rodanthe (2008) en el que volvía a coincidir con Richard Gere. La cinta estaba basada en una novela de Nicholas Sparks la película apenas recibió el apoyo de la prensa, pero sí del público.
En 2011 destacó en el telefilme Cinema Verite, basado en la historia real de una familia americana que realizó el primer reality show de la historia. Por ese trabajo, Lane fue nominada al Emmy y a los Globos de Oro. Al cine regresó como madre de Superman en El hombre de acero (2013), papel que repetiría en las sucesivas películas de la factoría DC Batman v Superman: Dawn of Justice (2016) y Liga de la Justicia (2017), todas ellas de gran éxito entre el público. En 2015 encarnó a la esposa del afamado guionista Trumbo (2015), perseguido y ninguneado por las leyes anticomunistas de Estados Unidos. Un año después desechó la oferta de Paul Verhoeven para protagonizar Elle (película) (2016), por la que Isabelle Huppert ganó el Globo de Oro y fue nominada al Oscar, a cambio de la comedia París puede esperar, dirigida por Eleanor Coppola, en la que realizaba un agradable viaje gastronómico por Francia con el socio de su marido.
En 2019 se unió a Matthew McConaughey y Anne Hathaway en Serenity encarnando a una misteriosa mujer y, un año después, deslumbraría en Let Him Go, dirigida por Thomas Bezucha y junto a Kevin Costner. La película, una mezcla de western y thriller, narra el épico viaje que emprende un matrimonio, cuyo hijo ha muerto, para recuperar a su nieto, que se halla en las garras de la nueva familia política de su nuera. Mientras parecía que el cine la dejaba un poco de lado, la actriz se refugió en la televisión. Fue uno de los fichajes de la última temporada de House of Cards (2018) el mismo año que participó en uno de los episodios de la antológica miniserie Los Romanov. En 2021, protagonizó la adaptación de Y: The Last Man, basada en los cómics del mismo nombre, en la que encarna a la presidenta de los Estados Unidos tras un apocalipsis. La serie no fue bien recibida por la crítica, como tampoco Extrapolations (2023), serie sobre los efectos del cambio climático con un impresionante elenco formado por Kit Harington, Sienna Miller, Marion Cotillard, Edward Norton y Meryl Streep, entre otros.
En 2024 regresó al ámbito mediático al ser una de las protagonistas de la flamante miniserie de Ryan Murphy Feud: Capote vs. The Swans, sobre la traición que Truman Capote efectuó a sus amigas de la alta sociedad neoyorquina al escribir sobre sus intimidades. Diane encarnó a la socialité Slim Keith, la más combativa de un impresionante grupo formado por Naomi Watts, Calista Flockhart y Demi Moore, con Tom Hollander dando vida al escritor y Jessica Lange a su madre. Su actuación fue alabada de forma unánime, tanto que recibió una nominación al Emmy como mejor actriz de reparto. En mayo de ese mismo año, encarnó a la ex mujer de un magnate envuelto en problemas, personificado por Jeff Daniels, en la miniserie de David E. Kelley Todo un hombre, de Netflix, basada en la exitosa novela de Tom Wolfe.
Próximamente, regresará a la gran pantalla con la película independiente Anniversary, dirigida por el polaco Jan Komasa en su primera incursión en inglés, que narra el desmembramiento de una familia a raíz de un nuevo movimiento que se extiende por Estados Unidos. En ella, la actriz comparte cartel con un grupo de jóvenes promesas como Zoey Deutch, Mckenna Grace, Madeline Brewer y Daryl McCormack. En agosto de 2025 se filtró que la película se estrenará el 29 de octubre de Estados Unidos, durante noviembre en distintos países de Europa y en diciembre en México.

## Vida privada

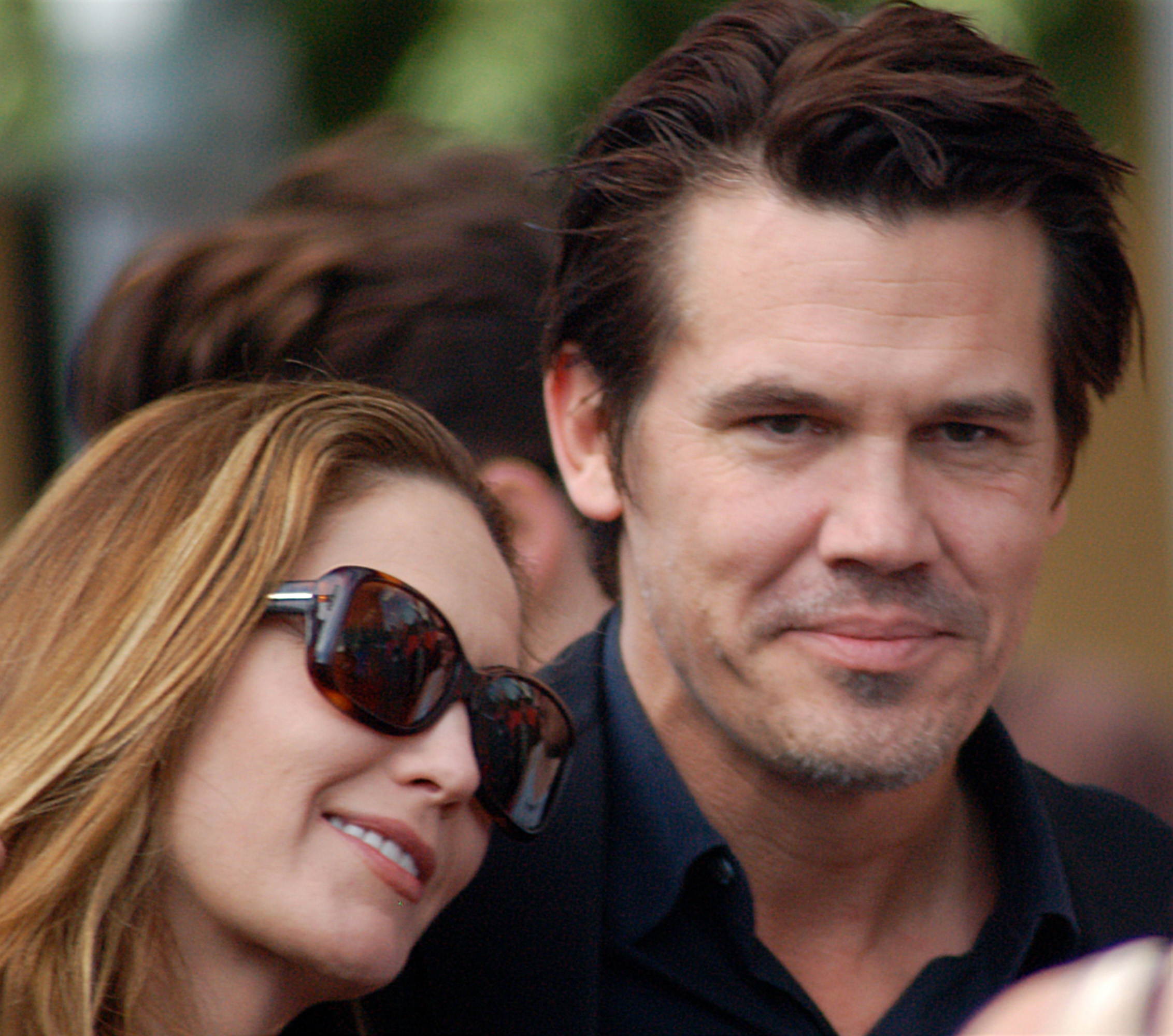
Lane con su exesposo Josh Brolin en diciembre de 2009.

Diane Lane fue pareja de la estrella de rock Jon Bon Jovi, quien le dedicó la canción You Give Love a Bad Name en la década de los años 1980.
También estuvo casada con el actor Christopher Lambert a quien conoció en París. Se casaron en octubre de 1988 en Santa Fe, Nuevo México. Tuvieron una hija, Jasmine Eleanor Lambert, nacida el 5 de septiembre de 1993, y se divorciaron después de una larga separación en 1994.
Tras convivir durante un largo tiempo con el director Danny Cannon, quien la dirigió en la película Judge Dredd (1995), la actriz contrajo matrimonio con el también actor Josh Brolin el 14 de agosto de 2004. El 20 de diciembre de ese año, llamó a la policía después de un altercado con él, siendo este detenido por un delito menor. Lane se negó a presentar cargos; sin embargo el portavoz de la pareja calificó el incidente como un malentendido.
El 22 de febrero de 2013 se conoce la ruptura del matrimonio entre Diane y Josh Brolin

## Influencias
En las repetidas entrevistas en las que se le ha preguntado por las actrices que le han influido, Diane Lane siempre menciona a Jane Fonda como su máximo referente, de la que ha terminado siendo su amiga y compañera de activismo contra el cambio climático. También suele nombrar a Shirley MacLaine y Jessica Lange, de la que confiesa que poder trabajar con ella en el telefilme Un tranvía llamado Deseo, basado en la obra de Tennessee Williams, fue uno de sus mayores retos.

## Filmografía

### Cine
| Año  | Título                                   | Personaje               | Director             |
| ---- | ---------------------------------------- | ----------------------- | -------------------- |
| 1979 | Un pequeño romance                       | Lauren King             | George Roy Hill      |
| 1980 | A Elvis, con amor                        | Karen                   | Gus Trikonis         |
| 1981 | La leyenda de Bill Doolin                | Jenny (Little Britches) | Lamont Johnson       |
| 1982 | La gran locura americana                 | Liza                    | Henry Jaglom         |
| 1982 | Un paquete con seis                      | Breezy                  | Daniel Petrie        |
| 1982 | Damas y caballeros, los Fabulosos Stains | Corinne Burns           | Lou Adler            |
| 1983 | Rebeldes                                 | Sherri 'Cherry' Valance | Francis Ford Coppola |
| 1983 | La ley de la calle                       | Patty                   | Francis Ford Coppola |
| 1984 | The Cotton Club                          | Vera Cicero             | Francis Ford Coppola |
| 1984 | Calles de fuego                          | Ellen Aim               | Walter Hill          |
| 1987 | De repente, un extraño                   | Katya Yarno             | Karen Arthur         |
| 1987 | The Big Town                             | Lorry Dane              | Harold Becker        |
| 1988 | Love Dream                               | China                   | Charles Finch        |
| 1990 | Señales vitales                          | Gina Wyler              | Marisa Silver        |
| 1992 | Jaque al asesino                         | Kathy Sheppard          | Carl Schenkel        |
| 1992 | Mi nueva arma                            | Debbie Bender           | Stacy Cochran        |
| 1992 | Rakuyo                                   | Cho Renko               | Rou Tomono           |
| 1992 | Chaplin                                  | Paulette Goddard        | Richard Attenborough |
| 1993 | Cuando llega el otoño                    | Beth Warden             | Mike Binder          |
| 1995 | Juez Dredd                               | Jueza Hershey           | Danny Cannon         |
| 1996 | Wild Bill                                | Susannah Moore          | Walter Hill          |
| 1996 | Jack                                     | Karen Powell            | Francis Ford Coppola |
| 1996 | Encantando de matarte                    | Grace Everly            | Larry Bishop         |
| 1997 | Mi única emoción                         | Katherine Fitzsimmons   | Peter Masterson      |
| 1997 | Murder at 1600                           | Agente Nina Chance      | Dwight H. Little     |
| 1998 | Un tipo peligroso                        | Melissa                 | Jeff Celentano       |
| 1999 | A Walk on the Moon                       | Pearl Kantrowitz        | Tony Goldwyn         |
| 2000 | Mi perro Skip                            | Ellen Morris            | Jay Russell          |
| 2000 | La tormenta perfecta                     | Christina Cotter        | Wolfgang Petersen    |
| 2001 | Hardball                                 | Elizabeth Wilkes        | Brian Robbins        |
| 2001 | The Glass House                          | Erin Glass              | Daniel Sackheim      |
| 2002 | Infiel                                   | Connie Sumner           | Adrian Lyne          |
| 2003 | Bajo el sol de la Toscana                | Frances Mayes           | Audrey Wells         |
| 2005 | Gente poco corriente                     | Liz Earl                | Griffin Dunne        |
| 2005 | Must Love Dogs                           | Sarah Nolan             | Gary David Goldberg  |
| 2006 | Hollywoodland                            | Toni Mannix             | Allen Coulter        |
| 2008 | Rastro oculto                            | Jennifer Marsh          | Gregory Hoblit       |
| 2008 | Jumper                                   | Mary Rice               | Doug Liman           |
| 2008 | Tiro mortal                              | Carmen Colson           | John Madden          |
| 2008 | Nights in Rodanthe                       | Adrienne Willis         | George C. Wolfe      |
| 2010 | Secretariat                              | Penny Chenery           | Randall Wallace      |
| 2013 | El hombre de acero                       | Martha Kent             | Zack Snyder          |
| 2014 | Los secretos de un crimen                | Helen Manning           | Amy Berg             |
| 2015 | Trumbo                                   | Cleo Fincher Trumbo     | Jay Roach            |
| 2015 | Inside Out                               | Jill Andersen (voz)     | Pete Docter          |
| 2016 | Batman v Superman: Dawn of Justice       | Martha Kent             | Zack Snyder          |
| 2016 | París puede esperar                      | Anne Lockwood           | Eleanor Coppola      |
| 2017 | Liga de la Justicia                      | Martha Kent             | Zack Snyder          |
| 2017 | El informante                            | Audrey Felt             | Peter Landesman      |
| 2019 | Serenity                                 | Constance               | Steven Knight        |
| 2020 | Uno de nosotros                          | Margaret Blackledge     | Thomas Bezucha       |
| 2021 | La liga de la justicia de Zack Snyder    | Martha Kent             | Zack Snyder          |
| 2024 | Inside Out 2                             | Jill Andersen (voz)     | Kesley Mann          |
| 2025 | Anniversary                              | Ellen Taylor            | Jan Komasa           |

### Televisión
| Año  | Título                     | Rol                     | Episodios                |
| ---- | -------------------------- | ----------------------- | ------------------------ |
| 1980 | Great Performances         | Charity Royall          | 1 episodio               |
| 1981 | Child Bride of Short Creek | Jessica Rae Jacobs      | Película para televisión |
| 1982 | Miss All-American Beauty   | Sally Butterfield       | Película para televisión |
| 1989 | Lonesome Dove              | Lorena Wood             | 4 episodios              |
| 1990 | Olvidar Kayatsa            | Irina Stroia            | Película para televisión |
| 1993 | Ángeles caídos             | Charity Royall          | 1 episodio               |
| 1994 | La última superviviente    | Lucy Honicut Marsden    | 2 episodios              |
| 1995 | Un tranvía llamado Deseo   | Stella Kowalski         | Película para televisión |
| 1998 | Grace & Glorie             | Gloria Greenwood        | Película para televisión |
| 2000 | The Virginian              | Molly Stark             | Película para televisión |
| 2011 | Cinema Verite              | Pat Loud                | Película para televisión |
| 2018 | The Romanoffs              | Katherine Ford          | 2 episodios              |
| 2018 | House of Cards             | Annette Shepherd        | 7 episodios              |
| 2021 | Y: El último hombre        | Senadora Jennifer Brown | 10 episodios             |
| 2023 | Extrapolations             | Martha Russell          | 2 episodios              |
| 2024 | Dream Productions          | Jill Andersen (voz)     | 4 episodios              |
| 2024 | Feud: Capote vs. The Swans | Slim Keith              | 8 episodios              |
| 2024 | Todo un hombre             | Martha Croker           | 6 episodios              |

### Teatro
| Año  | Obra                        | Personaje          | Autor               |
| ---- | --------------------------- | ------------------ | ------------------- |
| 1976 | El jardín de los cerezos    | Niña campesina     | Antón Chéjov        |
| 1977 | Agamenón                    | Ifigenia           | Esquilo             |
| 1978 | Runaways                    | Jackie             | Elizabeth Swados    |
| 1989 | Noches de reyes             | Olivia             | William Shakespeare |
| 2012 | Dulce pájaro de juventud    | Alexandra Del Lago | Tennessee Williams  |
| 2015 | The Mystery of Love and Sex | Lucinda            | Bathsheba Doran     |
| 2016 | El jardín de los cerezos    | Madame Ranevsky    | Antón Chéjov        |

## Premios y nominaciones
Premios Óscar
| Año  | Categoría    | Trabajo nominado | Resultado |
| ---- | ------------ | ---------------- | --------- |
| 2002 | Mejor actriz | Infiel           | Nominada  |

Premios Globo de Oro
| Año  | Categoría                            | Trabajo nominado          | Resultado |
| ---- | ------------------------------------ | ------------------------- | --------- |
| 2011 | Mejor actriz - Miniserie o telefilme | Cinema Verite             | Nominada  |
| 2003 | Mejor actriz - Comedia o musical     | Bajo el sol de la Toscana | Nominada  |
| 2002 | Mejor actriz - Drama                 | Infiel                    | Nominada  |

Premios Emmy
| Año  | Categoría                                       | Trabajo nominado           | Resultado |
| ---- | ----------------------------------------------- | -------------------------- | --------- |
| 2024 | Mejor actriz de reparto - Miniserie o telefilme | Feud: Capote vs. The Swans | Nominada  |
| 2011 | Mejor actriz - Miniserie o telefilme            | Cinema Verite              | Nominada  |
| 1989 | Mejor actriz - Miniserie o telefilme            | Lonesome Dove              | Nominada  |

Premios del Sindicato de Actores
| Año  | Categoría                            | Trabajo nominado | Resultado |
| ---- | ------------------------------------ | ---------------- | --------- |
| 2015 | Mejor reparto                        | Trumbo           | Nominada  |
| 2011 | Mejor actriz - Miniserie o telefilme | Cinema Verite    | Nominada  |
| 2002 | Mejor actriz                         | Infiel           | Nominada  |

Premios de la Crítica Cinematográfica
| Año  | Categoría    | Trabajo nominado | Resultado |
| ---- | ------------ | ---------------- | --------- |
| 2002 | Mejor actriz | Infiel           | Nominada  |

Premios Satellite
| Año  | Categoría                                       | Trabajo nominado           | Resultado |
| ---- | ----------------------------------------------- | -------------------------- | --------- |
| 2024 | Mejor actriz de reparto - Miniserie o Telefilme | Feud: Capote vs. The Swans | Ganadora  |
| 2011 | Mejor actriz - Miniserie o Telefilme            | Cinema Verite              | Nominada  |
| 2003 | Mejor actriz - Comedia                          | Bajo el sol de la Toscana  | Nominada  |
| 2002 | Mejor actriz - Drama                            | Infiel                     | Ganadora  |

Premios Independent Spirit
| Año  | Categoría    | Trabajo nominado   | Resultado |
| ---- | ------------ | ------------------ | --------- |
| 1999 | Mejor actriz | A Walk on the Moon | Nominada  |